# ولادیمیر دیادیون
ولادیمیر دیادیون (روسی: Владимир Серге́евич Дядюн؛ زادهٔ ۱۲ ژوئیهٔ ۱۹۸۸) یک بازیکن فوتبال اهل روسیه است.